# Alla conquista dell'Oregon
Alla conquista dell'Oregon (The Oregon Trail) è una serie televisiva statunitense in 14 episodi del 1977. Dei 14 episodi prodotti solo otto sono andati in onda negli Stati Uniti sulla rete televisiva NBC. In Italia sono andati in onda solo sei episodi con il titolo Alla conquista dell'Oregon.
La prima puntata fu trasmessa sulla NBC oltre un anno e mezzo dopo l'episodio pilota, nel settembre del 1977. La serie fu girata completamente a Flagstaff (Arizona).

## Trama
Le vicende si svolgono nel vecchio West, in Oregon nell'anno 1842. Il reverendo Evan Thorpe (Rod Taylor) è il personaggio principale, impegnato a migrare con la sua famiglia verso l'ovest tramite la pista dell'Oregon. Altri personaggi sono i figli di Thorpe, il bambino dodicenne William e la bambina di sette anni Rachel, il ragazzo diciassettenne Andrew e Luther Sprague, un esploratore.

## Personaggi
- Evan Thorpe (13 episodi, 1976-1977) interpretato da Rod Taylor
- Andrew Thorpe (3 episodi, 1976-1977) interpretato da Andrew Stevens
- William Thorpe (3 episodi, 1976-1977) interpretato da Tony Becker
- Rachel Nurse Thorpe (3 episodi, 1977) interpretata da Gina Smika Hunter
- Ludlow (2 episodi, 1976-1977) interpretato da Wilford Brimley
- Vaughn (2 episodi, 1976-1977) interpretato da Hoke Howell
- Margaret Devlin (2 episodi, 1977) interpretata da Darleen Carr
- Luther Sprague (2 episodi, 1977) interpretato da Charles Napier
- Cutler (2 episodi, 1977) interpretato da Ken Swofford

## Episodi
| Stagione       | Episodi | Prima TV originale |
| -------------- | ------- | ------------------ |
| Prima stagione | 14      | 1977               |